# Takahama
Takahama (高浜市; -shi) é uma cidade japonesa localizada na província de Aichi.
Em 2003 a cidade tinha uma população estimada em 39 412 habitantes e uma densidade populacional de 3 031,69 h/km². Tem uma área total de 13,00 km².
Recebeu o estatuto de cidade a 1 de Dezembro de 1970.

## Transportes

### Ferrovias
- Meitetsu(名鉄、名古屋鉄道)
  - Linha Mikawa

### Rodovias

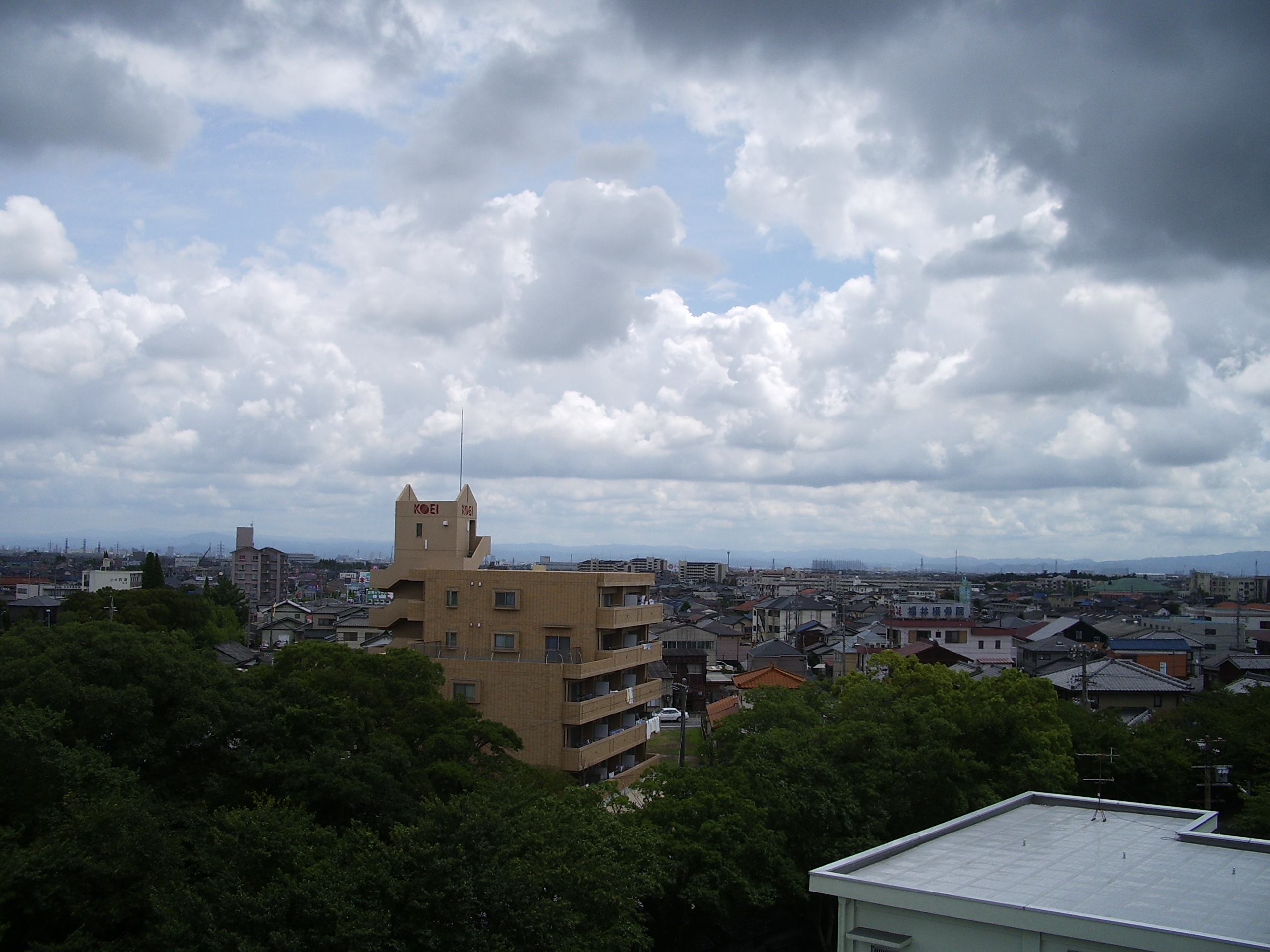
Cidade de Takahama

- Rodovia Nacional Rota 247
- Rodovia Nacional Rota 419